# Райли, Джозеф Харли
Джозеф Харли Райли (англ. Joseph Harvey Riley; 19 сентября 1873, Фолс-Черч, Виргиния, США — 17 декабря 1941 Фолс-Черч, Виргиния, США) — американский орнитолог.

## Биография
Джозеф Харли Райли родился 19 сентября 1873 года в городе Фолс-Черч в семье Джозефа Шлейка Райли и Мэри Эдвардс Пульц.

### Карьера
Ещё будучи школьником, Райли интересовался птицами и собирал коллекцию яиц.
С 1896 года и до своей смерти Райли работал в Смитсоновском институте. Там-же он в 1932 году стал помощником-куратора в отделе птиц и познакомился с Робертом Риджуэем, который стал его другом.
Первую исследовательскую поездку Райли совершил в 1900 году отправляясь на Кубу, в качестве помощника Уильяма Палмера. В 1903 году Райли отправился на Багамские острова, в качестве помощника Джорджа Шаттака. Последняя его исследовательская поездка была в 1910 году на канадские горы.
Затем Райли изучал птиц Азии и опубликовал ряд статей. За свою сорокалетнюю карьеру Райли назвал 128 видов и подвидов. Также в 1905 году его приняли в Союз Американских орнитологов.
В его честь назван вид Багамской игуаны Cyclura rileyi. Также в его честь названы следующее подвиды птиц: Broderipus chinensis rileyi, Coracina temminchii rileyi, Coccyzus minor rileyi, Myophonus caeruleus rileyi, Strix indranee rileyi, и Pipilo alleni rileyi.

### Смерть
Джозеф Харли Райли умер 17 декабря 1941 года в городе Фолс-Черч, штат Виргиния, США.